# Unionistas de Salamanca Club de Fútbol
Unionistas de Salamanca Club de Fútbol é um clube de futebol espanhol da cidade de Salamanca, na província de mesmo nome. Atualmente disputa a Primera Federación (terceira divisão).

## História
O Unionistas foi fundado em 26 de agosto de 2013, em homenagem ao Salamanca, que fora extinto 2 meses antes (junho de 2013) por problemas financeiros. Entre os associados, destacavam-se o treinador Vicente del Bosque e o ator Dani Rovira, além de um considerável número de ingleses.
Em setembro de 2014, inscreveu-se na Primera Provincial de Salamanca, que corresponde à sexta divisão espanhola, garantindo o acesso à Primeira Regional (quinto nível). A equipe obteve um novo acesso, desta vez para a Tercera División, onde permaneceria durante 2 temporadas.
Na edição 2018–19 da Segunda División B, o Unionistas ficou em 9º lugar entre 20 clubes.

## Elenco
- : Capitão
- : Prata da casa (Jogador da base)
- : Jogador lesionado/contundido

## Treinadores
- Jorge González Rojo (2014–2015)
- Roberto Aguirre (2015–2019)
- Javi Luaces (2019–2020)
- Hernán Pérez (2020–2021)
- Dani Mori (2021–2022)
- Luis Ayllón (2022)
- Raúl Casañ (2022–2023)
- Dani Ponz (2023–)

## Títulos
- Primera Provincial de Salamanca (1): 2014–15
- Primeira Regional (1): 2015–16